# 小名浜郵便局
小名浜郵便局（おなはまゆうびんきょく）は、福島県いわき市にある郵便局。民営化前の分類では集配普通郵便局であった。

## 概要
住所：〒971-8799 福島県いわき市小名浜定西47-2

## 沿革
- 1875年（明治8年）10月 - 小名浜郵便局（五等）として開設[1]。
- 1878年（明治11年）8月1日 - 為替取扱を開始。
- 1879年（明治12年）8月 - 貯金取扱を開始。
- 1894年（明治27年）2月11日 - 小名浜郵便電信局となる。
- 1903年（明治36年）4月1日 - 通信官署官制の施行に伴い小名浜郵便局となる。
- 1913年（大正2年）2月21日 - 電話交換業務および電話加入者の託送電報取扱を開始[2]。
- 1949年（昭和24年）6月1日 - 逓信省が郵政省と電気通信省に分割するのに伴って、小名浜郵便局と小名浜電報電話局に分割[3]。
- 1956年（昭和31年）9月1日 - 電話通話および和文電報受付事務の取扱を開始[4]。
- 1960年（昭和35年）5月20日 - 電話通話および和文電報受付事務の取扱を廃止。
- 1996年（平成8年）
  - 4月8日 - 泉郵便局から集配業務の一部[5]を移管。
  - 7月1日 - 外国通貨の両替および旅行小切手の売買に関する業務取扱を開始。
- 2007年（平成19年）10月1日 - 民営化に伴い、併設された郵便事業小名浜支店に一部業務を移管。
- 2012年（平成24年）10月1日 - 日本郵便株式会社発足に伴い、郵便事業小名浜支店を小名浜郵便局に統合。
- 2020年（令和2年）3月2日 - 江名郵便局から集配業務を移管。

## 取扱内容
- 郵便、印紙、ゆうパック、内容証明
- 貯金、為替、振替、振込、国際送金、外貨両替、国債、投資信託
- 生命保険、バイク自賠責保険、自動車保険、がん保険、引受条件緩和型医療保険
- ゆうちょ銀行ATM
- いわき市内の一部地域（〒971-xxxx、970-03xx）の集配業務
- ゆうゆう窓口

## 周辺
- いわき市役所 小名浜支所
- いわき市立小名浜第二小学校
- 小名浜港
- 三菱ケミカル 小名浜事業所
- アクアマリンふくしま

## アクセス
- JR常磐線 泉駅から東へ約4km
- 新常磐交通バス 大東銀行停留所下車
- 常磐自動車道 いわき湯本ICから南東へ約12km
- 駐車場あり：19台